# Chrysotaenia cinerea
Chrysotaenia cinerea är en fjärilsart som beskrevs av Butler 1881. Chrysotaenia cinerea ingår i släktet Chrysotaenia och familjen mätare. Inga underarter finns listade i Catalogue of Life.